# Tami Erin
Tami Erin, egentligen Tamara Erin Klicman, född 8 juli 1974 i  Wheaton, Illinois) är en amerikansk skådespelare som spelade huvudrollen som Pippi Långstrump i den amerikanska långfilmen Pippi Långstrump – starkast i världen från 1988.

### Fotnoter
1. ↑  Česko-Slovenská filmová databáze, 2001, ČSFD person-ID: 56835.[källa från Wikidata]
2. ↑  ”11-year-old Tami Erin was selected to play 'Pippi Longstocking' amongst 8000” (på engelska). E Celebrity Facts. 2 juni 2019. https://ecelebrityfacts.com/tami-erin-pippi-longstocking. Läst 23 maj 2019.